# Rubellia Bassa
Rubellia Bassa war wohl die Tochter des römischen Suffektkonsuls des Jahres 18, Gaius Rubellius Blandus, der im Jahr 33 Iulia Livia, die Tochter des jüngeren Drusus und der Livilla, geheiratet hatte.
Ob Rubellia Bassa die Tochter des Rubellius Blandus selbst oder einer seiner Söhne ihr Vater war, ist unsicher, womit auch die Verbindung zum julisch-claudischen Kaiserhaus durch ihre Mutter nicht zu beweisen ist.
In einer in Tusculum gefundenen Inschrift, die ihr Enkel Sergius Octavius Laenas Pontianus, Konsul des Jahres 131, hat setzen lassen, wird sie Tochter eines Blandus und Ehefrau eines Octavius Laenas genannt.
| [Rub]elliae [Bla]ndi f(iliae) Bassae Octavi Laenatis Ser<v=G>ius Octavius Laenas Pontianus aviae optimae | „Der Rubellia des Blandus Tochter, Bassa, des Octavius Laenas (Ehefrau), (setzte dies) Sergius Octavius Laenas Pontianus der besten Großmutter“ |

In Octavius Laenas möchte man einen Sohn des Gaius Octavius Laenas, Vater auch der Sergia Plautilla, erkennen. In dem Fall wäre Rubellia Bassa mit einem Onkel des Kaisers Nerva verheiratet gewesen, da Sergia Plautilla die Mutter Nervas war.
In Rom wurde in der Via dei Cerchi zwischen Palatin und Circus Maximus eine fistula aquaria, ein Bleirohrstück, gefunden, das der Wasserversorgung diente und den Namen Rubellia Bassa trägt. Das zugehörige Stadthaus wird sich in der Nähe befunden und Rubellia Bassa gehört haben. Da die Buchstabenformen des Bleirohrs seine Herstellung an den Anfang des 2. Jahrhunderts datieren lassen, muss Rubellia Bassa ein hohes Alter erreicht haben oder doch Tochter eines Sohnes von Gaius Rubellius Blandus gewesen sein.